# L'Ange du mal
Ne doit pas être confondu avec Les Anges du mal 2.
Pour plus de détails, voir Fiche technique et Distribution.
L'Ange du mal (Vallanzasca - Gli angeli del male) est un film italien réalisé par Michele Placido, sorti en 2010. Le film est basé sur la vie de Renato Vallanzasca.

## Synopsis
Assassin à 9 ans, Renato Vallanzasca est une figure populaire de la mafia qui fut condamné à une quadruple perpétuité.

## Fiche technique
- Titre : L'Ange du mal
- Titre original : Vallanzasca - Gli angeli del male
- Réalisation : Michele Placido
- Scénario : Michele Placido, Kim Rossi Stuart, Antonio Leotti, Toni Trupia, Andrea Leanza, Antonella D'Agostino et Angelo Pasquini d'après le livre de Renato Vallanzasca, Carlo Bonini et Antonella D'Agostino
- Production : Elide Melli
- Photo : Arnaldo Catinari
- Pays de production :  Italie
- Format : couleur
- Genre : drame, policier, thriller, biographique
- Durée : 125 minutes
- Date de sortie : 2010 en Italie, 2011 en France

## Distribution
- Kim Rossi Stuart (VF : Bruno Choël) : Renato Vallanzasca
- Filippo Timi (VF : Arnaud Arbessier) : Enzo
- Moritz Bleibtreu : Sergio
- Valeria Solarino (VF : Céline Mauge) : Consuelo
- Paz Vega (VF : Laura Blanc) : Antonella D'Agostino
- Francesco Scianna : Francis Turatello
- Gaetano Bruno : Fausto

## Réception
La critique, tant italienne que française (Le Monde, Le Point) a été négative,.